# Heliconius pseudonarcaeus
Heliconius pseudonarcaeus är en fjärilsart som beskrevs av Riffarth. Heliconius pseudonarcaeus ingår i släktet Heliconius och familjen praktfjärilar. Inga underarter finns listade i Catalogue of Life.